# Сития
Сити́я (греч. Σητεία) — город и порт в Греции, на востоке острова Крит, административный центр общины (дима) Сития в восточной части периферийной единицы Ласитион в периферии Крит. Находится на берегу бухты Сития Критского моря в 73 км восточнее города Айос-Николаоса. Население 9348 жителей по переписи 2011 года. Экономика города базируется главным образом на сельском хозяйстве, но из-за малоплодородных почв и низкого уровня агротехники эта отрасль не приносит значительных доходов. Второй важный источник доходов — строительство, туризм и связанное с ним ремесленное производство. Однако рекреационный потенциал города не используется в полной мере.

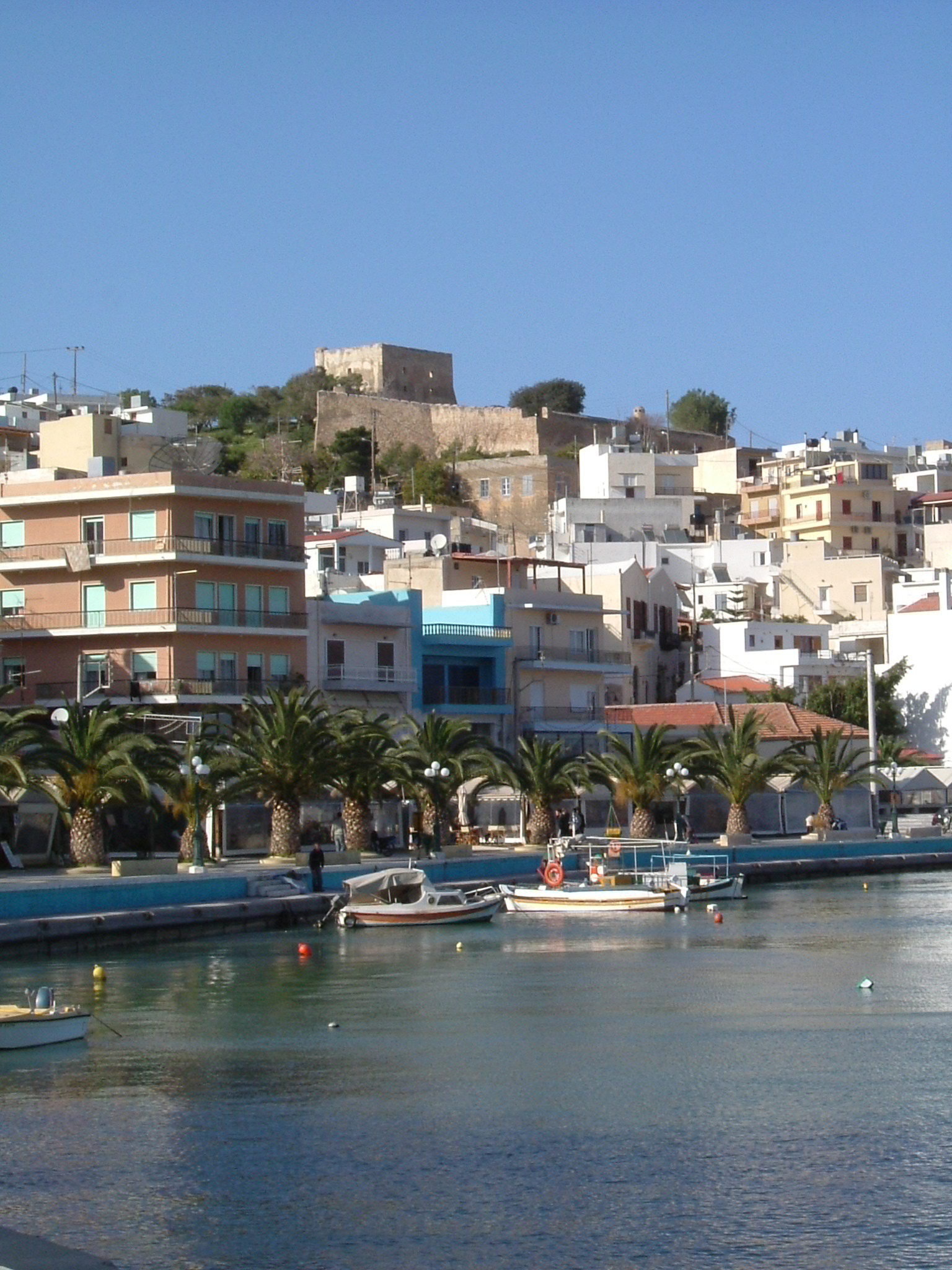
Порт города Сития

## История
Считается, что современный город расположен на месте античного города Ития (Ητεία), или Итида (Ήτιδα). Согласно Диогену Лаэртскому, в Итии родился Мисон — один из легендарных Семи мудрецов. Во времена Византии был важным торгово-финансовым центром восточного Средиземноморья. В 1508 году город был разрушен сильным землетрясением, а в 1538 году был подвергнут набегу пиратов.
В 1651 году венецианцы разрушили город, чтобы тот не достался туркам.
В 1870 году город был заново отстроен при османах под названием Авнье (Αβνιέ).

## Транспорт
Сития — конечная (наиболее восточная) точка европейского автомобильного маршрута E75, которая проходит по северному побережью острова. Город связан автобусными маршрутами с крупнейшими городами Крита. В городе действует новый аэропорт (принимает малые и средние самолёты), рейсы из которого совершаются в Афины, Ираклион, Александруполис, на Родос, Карпатос и Касос. Морскими паромными маршрутами Сития связана с Кикладами и островами Додеканес.

## Общинное сообщество Сития
В общинное сообщество Сития входят 5 населённых пунктов и 3 острова из группы Дионисадес. Население 9912 жителей по переписи 2011 года. Площадь 22,593 квадратного километра.
| Наименование       | Население (2011), человек |
| ------------------ | ------------------------- |
| Айия-Фотья         | 267                       |
| Анемомилия         | 50                        |
| Янисада (остров)   | 0                         |
| Драгонада (остров) | 0                         |
| Паксимада (остров) | 0                         |
| Петрас             | 123                       |
| Сития              | 9348                      |
| Трипитос           | 124                       |

## Население
| Год  | Население, человек |
| ---- | ------------------ |
| 1991 | 7453               |
| 2001 | 8754               |
| 2011 | ↗ 9348             |

## Достопримечательности
В городском Археологическом музее собраны артефакты раскопок в восточном Крите, от неолита до римлян, преимущественно минойские (из Като-Закроса). Руины крепости Казарма (Καζάρμα, в наивысшей точке города), построенной и разрушенной венецианцами в 1651 году во избежание её захвата турками. Этнографический музей с экспозицией местных кустарных промыслов.

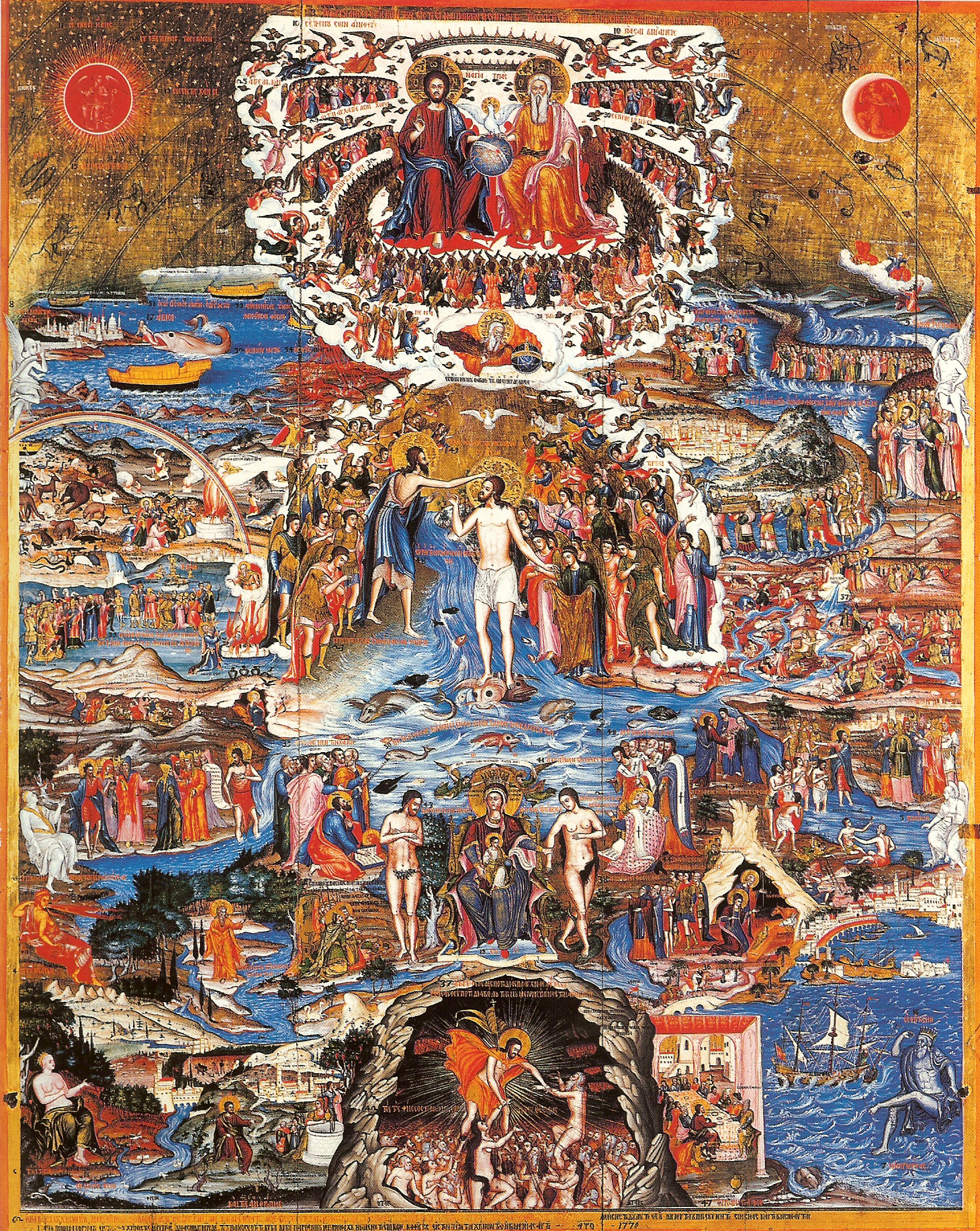
Икона Я. Короноса Μέγας εί Κύριε και Θαυμαστά τα έργα Σου (1770). Монастырь Топлу

### Исторические (в окрестностях)
- Итанос (Ίτανος), античный город-порт (время расцвета — II век до н. э.) в 26 км к востоку от Ситии; ныне — археологический сайт. К северу от Итаноса находится (неокультуренный) песчаный пляж Эримуполис (Ερημούπολης).
- Като-Закрос, руины минойского дворца
- Православный монастырь Топлу[греч.] в 18 км к востоку от Ситии. В музее монастыря — одна из наиболее почитаемых в современной Греции икон, греч. Μέγας εί Κύριε (Янис Корнарос, 1770).
- Палекастрон (греч. Παλαίκαστρον), руины минойского города. Расположены вблизи пальмового пляжа Ваи

### Природные (в окрестностях)
- Пальмовая роща и пляж Ваи, в 28 км к востоку от Ситии.
- Ущелье мёртвых, вблизи Закроса — туристская тропа с остатками гигантского древнего кладбища
- Высокогорное плато Хандрас
- Ущелье Рихтис

## Люди, связанные с городом
- Мисон — античный мыслитель, один из легендарных Семи мудрецов
- Вицендзос Корнарос (1553—1613/1614) — писатель, автор поэмы «Эротокритос».
- Акселос, Михаил (1877—1965) — греческий художник XX века.
- Йоргос Мазонакис (род. 1972) — певец.